# Agriculture et Développement
Agriculture et Développement (arabe : زراعة وتطوير, Zira'ah wa-tatwir; hébreu : חקלאות ופיתוח, Hakla'ut VePituah) était un parti politique israélien.

## Histoire
Agriculture et Développement était une organisation arabe israélienne formée pour participer aux élections législatives de 1951. Comme d'autres formations politiques arabes israéliennes, il était associé au Mapaï de David Ben Gourion, ce dernier favorisant de tels arrangements afin de prouver la possibilité de la coexistence pacifique et productive entre Juifs et Arabes.
Lors des élections, le parti remporta un siège, occupé par son chef, Faras Hamdan. Cette association permit au parti de participer aux coalitions de gouvernement les quatre gouvernements de la deuxième session de la Knesset.
Lors des élections législatives de 1955, le parti remporta un siège, conservé par Faras Hamdan, et fit à nouveau partie de la coalition gouvernementale.
En 1959, le parti obtint à nouveau un siège lors des élections législatives, et rejoignit la coalition, Mahmud Al-Nashaf remplaçant Faras Hamdan comme chef du parti. Cependant, le parti ne participa pas aux élections de 1961.

## Liste des représentants à la Knesset
| Nom              | Années de présence | Rôles gouvernementaux | Autres                  |
| ---------------- | ------------------ | --------------------- | ----------------------- |
| Mahmud Al-Nashaf | 1959-1961          |                       | Chef du parti 1959-1961 |
| Faras Hamdan     | 1951-1959          |                       | Chef du parti 1951-1959 |